# Середовка (Харьковская область)
Середовка (укр. Середівка), село, Гонтаровский сельский совет, Волчанский район, Харьковская область.
Код КОАТУУ — 6321682005. Население по переписи 2001 года составляет 101 (44/57 м/ж) человек.

## Географическое положение
Село Середовка находится в 5-и км от реки Хотомля, на расстоянии в 2 км расположены сёла Томаховка и Дедовка.

## История
- 1861 — дата основания.

## Экономика
- В селе есть молочно-товарная ферма.